# Fažana

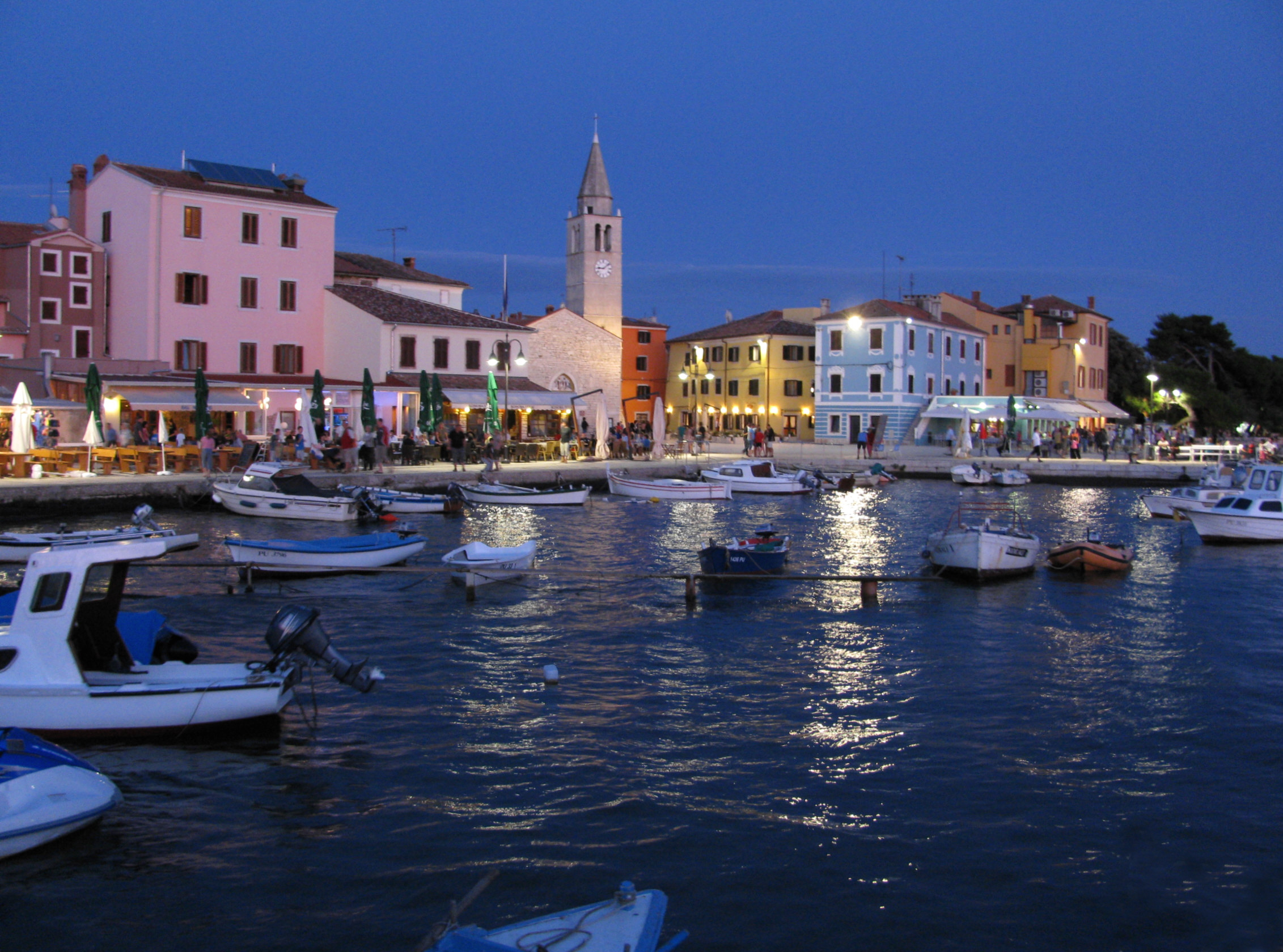
Fažana

Fažana (italsky Fasana) je samosprávná obec v Chorvatsku, malý přístav a rybářské centrum v jihozápadní části západního pobřeží Istrie v průlivu Fažana, 8 km severozápadně od Puly. Nachází se na pobřeží v malé nadmořské výšce, avšak dobře chráněna před mořem ostrovy Brijuni (známější spíše pod istrijsko-italským jménem 'Brioni'). V roce 2011 zde žilo 3 635 obyvatel.
Na mírných kopcích vnitrozemí se nachází ovocné sady, vinice a olivovníky; krajině dominují piniové lesy. Mezi nejvýznamnější zdejší oblasti lidské činnosti patří rybolov, zpracování ryb a stavba malých rybářských lodí. Dobře vyvinuté je rovněž zpracování skla. Město se nachází na regionální trase Vodnjan - Fažana - Veli Vrh - Pula.
Roku 1379 se loďstva z Benátek (pod vedením Vittora Pisaniho) a z Janova (pod vedením Luciana Dorii) účastnila bitvy o Fažanský průliv.